# Bulcsu Bertha

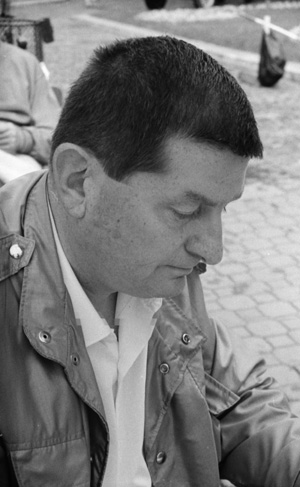
Bulcsu Bertha

Bulcsu Bertha (* 9. Mai 1935 in Nagykanizsa; † 19. Januar 1997 in Budapest) war ein ungarischer Schriftsteller.

## Leben
Er verbrachte seine Jugendjahre in Balatongyörök und machte 1953 in Keszthely sein Abitur. Von 1966 an redigierte er den Kulturteil der Zeitung Esti Napló, später die Zeitung Dunántúli Napló sowie den Prosateil in der literarischen Zeitschrift Jelenkor (Gegenwart). Zwischen den Jahren 1971 und 1974 war er verantwortlicher Redakteur bei der literarischen Zeitschrift Új Írás (Neue Schrift) und leitender Mitarbeiter der Zeitschrift Élet és Irodalom (Leben und Literatur). Gleich dreimal wurde er mit einem der bedeutendsten Literatur-Preise Ungarns, dem Attila-József-Preis ausgezeichnet. Drei seiner Bücher wurden verfilmt und zwar Das Känguruh 1975 unter der Regie von János Zsombolyai sowie Harlekin és szerelmese (1966) und Start vom Nullpunkt (Tüzgömbök) beide 1975 unter der Regie von Imre Fehér.

## Auszeichnungen
- József-Attila-Preis (1966, 1971, 1975)
- Gábor-Andor-Preis (1986)
- Milán-Füst-Preis (1991)
- Mihály-Táncsics-Preis (1993)
- Offizier des Verdienstordens der Republik Ungarn (1995)
- Alternativer Kossuth-Preis (1997)

## Werke
- Lányok napfényben, 1962
- Harlekin és szerelmese, 1964
- Füstkutyák. 1965
- A nyár utolsó napja. 1968
- Át a Styx folyón. 1969
- A bajnok élete. 1969
- Tűzgömbök. 1970
- Meztelen a király. 1972
- Balatoni évtizedek. 1973
- Írók műhelyében. 1973
- A Teimel-villa. 1976
- A kenguru. 1976
- Délutáni beszélgetések. 1978